# Sân vận động Panaad
Sân vận động Panaad (tiếng Anh: Panaad Stadium, tiếng Tagalog: [ˈpɐnaʔad]), còn được đánh vần là Pana-ad, là một sân vận động đa năng ở Barangay Mansilingan, Bacolod, Philippines. Sân được đặt theo tên của công viên nơi mà sân vận động này tọa lạc. Khu liên hợp rộng 25 ha với khoảng 60.000 cây bạch đàn.
Panaad đã tổ chức nhiều sự kiện thể thao quốc tế, đặc biệt là bóng đá. Sân đã tổ chức các trận đấu môn bóng đá của Đại hội Thể thao Đông Nam Á 2005 cũng như trận đấu với Mông Cổ tại vòng loại Cúp Challenge AFC 2012. Đây là sân nhà của Ceres-Negros F.C.

## Lịch sử
Công việc xây dựng Panaad được bắt đầu vào tháng 8 năm 1997, trong nhiệm kỳ của Thống đốc Lito Coscolluela. Sân được hoàn thành vào tháng 4 năm 1998 và được khánh thành vào tháng sau để tổ chức Centennial Palarong Pambansa. Ngoài mặt sân bóng đá, sân vận động còn có đường chạy điền kinh bằng cao su. Sau khi xây dựng sân vận động, Sân vận động Panaad và khu vực xung quanh trở thành một phần của công viên, nơi trở thành địa điểm chính lâu dài của Lễ hội Panaad sa Negros.

## Cải tạo
Vào năm 2007, chính quyền tỉnh Negros Occidental đã chi khoản tiền 2,2 triệu peso cho việc sửa chữa sân vận động, nơi đã tổ chức Palarong Pambansa hai lần, Batang Pinoy một lần (hiện đã không còn tồn tại), và nhiều sự kiện thể thao trường học kể từ khi sân được khánh thành vào tháng 5 năm 1998.
Sân vận động có tuổi đời hàng thập kỷ này dự kiến là nơi tổ chức trận bán kết của Giải vô địch bóng đá Đông Nam Á 2010 giữa Philippines và Indonesia, nhưng không được tổ chức do không đáp ứng các tiêu chuẩn của Liên đoàn bóng đá ASEAN.
Bất chấp những cải tạo nhỏ, Panaad đã tổ chức trận đấu giữa Philippines và Mông Cổ trong khuôn khổ vòng loại Cúp Challenge AFC 2012 vào ngày 9 tháng 2 năm 2011. Trận đấu có 20.000 người dự khán, lấp đầy khán đài và các khu vực phòng đứng.
Vào đầu năm 2016, có thông tin cho rằng chính quyền tỉnh Negros Occidental đang có kế hoạch tăng sức chứa của Sân vận động Panaad ở Bacolod nếu tỉnh này giành quyền đăng cai Palarong Pambansa 2017. Điều này phù hợp với yêu cầu gần đây của FIFA và AFC là sân vận động cần có sức chứa ít nhất 30.000 chỗ ngồi để tổ chức một giải đấu bóng đá quốc tế. Phân hội Negros Occidental của Hiệp hội Kiến trúc sư Thống nhất Philippines đã thực hiện một cuộc khảo sát ban đầu và trích từ ngân sách 200 triệu peso (4,5 triệu USD) để cải tạo lại Panaad. Ngân sách 200 triệu peso (4,5 triệu USD) có thể xây dựng khán đài đối diện có mái che và lắp ghế ngồi phía sau hai khung thành để tăng sức chứa của sân lên 32.000 người.
Sân vận động đã được sửa chữa lại để tổ chức các trận đấu trên sân nhà của Ceres Negros F.C. tại Cúp AFC 2016. Các ghế ngồi VIP trên khán đài chính và tòa nhà truyền thông đã được lắp đặt. Các phòng truyền thông trong sân vận động cũng được cải tạo, đặc biệt là hộp báo chí, phòng VIP, phòng họp báo và phòng làm việc truyền thông. Phòng chờ VIP và hệ thống máy lạnh mới cũng được lắp đặt. Đến tháng 2 năm 2016, Hiệp hội bóng đá Negros Occidental đã nâng cấp hệ thống chiếu sáng bằng đèn pha của sân vận động.
Vào tháng 12 năm 2020, sân vận động này được cải tạo cho Palarong Pambansa sắp tới vào năm 2021.

## Sự kiện đáng chú ý tại Sân vận động Panaad

### Sự kiện thể thao
- Giải vô địch bóng đá nữ châu Á 1999
- Đại hội Thể thao Đông Nam Á 2005
- Vòng loại giải vô địch bóng đá Đông Nam Á 2007
- Vòng loại Cúp Challenge AFC 2012
- Cúp Hòa bình Philippines 2013
- Cúp Chủ tịch AFC 2014
- Cúp AFC 2016
- Cúp AFC 2017
- Giải bóng đá vô địch quốc gia Philippines 2017
- Cúp AFC 2018
- Giải bóng đá vô địch quốc gia Philippines 2018
- Giải vô địch bóng đá Đông Nam Á 2018
- Vòng loại Cúp bóng đá châu Á 2019 (Vòng 3)
- Vòng loại play-off AFC Champions League 2019
- Cúp AFC 2019
- Cúp AFC 2020
- Vòng loại giải vô địch bóng đá thế giới 2022 khu vực châu Á (Vòng 2)
- Palarong Pambansa 2021

### Khác
- Lễ hội Panaad (hàng năm kể từ năm 1998)

## Đội thuê sân
Sân vận động và công viên Panaad là nơi thường xuyên tổ chức Lễ hội Panaad sa Negros, một lễ hội thường niên được tổ chức vào tháng 4 hàng năm. "Panaad" có nghĩa là "lời thề" hoặc "lời hứa" trong tiếng Hiligaynon; Lễ hội mang ý nghĩa tôn giáo, như một hình thức tạ ơn Thần linh thiêng. Lễ hội có sự tham gia của 13 thành phố và 19 thị trấn của Negros Occidental.
Đây cũng là sân nhà của Ceres Negros F.C. Sân vận động Panaad cũng đã tổ chức các trận đấu của đội tuyển bóng đá nam và nữ quốc gia Philippines. Ngoài ra, sân cũng đã tổ chức các trận đấu môn bóng đá nam tại Đại hội Thể thao Đông Nam Á 2005 và Giải vô địch bóng đá nữ châu Á 1999.